# Miribel (Ain)
Miribel egy település Franciaországban, Ain megyében. Lakosainak száma 10 450 fő (2022. január 1.). Miribel Mionnay, Neyron, Saint-Maurice-de-Beynost, Tramoyes, Cailloux-sur-Fontaines, Vaulx-en-Velin, Décines-Charpieu, Rillieux-la-Pape és Meyzieu községekkel határos.

## Népesség
A település népességének változása:
| Lakosok száma | 5651 | 7053 | 7683 | 8847 | 9277 | 9574 | 9963 | 10 122 | 10 202 | 10 450 |
|               | 1968 | 1982 | 1990 | 2006 | 2013 | 2015 | 2017 | 2019   | 2020   | 2022   |